# Sivagiripatti
Sivagiripatti es  ciudad censal situada en el distrito de Dindigul en el estado de Tamil Nadu (India). Su población es de 17306 habitantes (2011). Se encuentra a 58 km de Dindigul y a 95 km de Coimbatore.

## Demografía
Según el censo de 2011 la población de Sivagiripatti era de 17306 habitantes, de los cuales 8675 eran hombres y 8631 eran mujeres. Sivagiripatti tiene una tasa media de alfabetización del 86,24%, superficie a la media estatal del 85,60%: la alfabetización masculina es del 90,94%, y la alfabetización femenina del 81,52%.